# Brian Thompson (acteur)
Pour les articles homonymes, voir Brian Thompson et Thompson.
 (juin 2023).
Si vous disposez d'ouvrages ou d'articles de référence ou si vous connaissez des sites web de qualité traitant du thème abordé ici, merci de compléter l'article en donnant les références utiles à sa vérifiabilité et en les liant à la section « Notes et références ».
Brian Thompson est un acteur américain né le 28 août 1959 à Ellensburg (État de Washington).
Sa mâchoire carrée caractéristique, sa voix puissante et son imposante stature (1,90 m) lui ont donné l'occasion de jouer dans de nombreux films d'action.

## Biographie
Brian Earl Thompson naît le 28 août 1959 à Ellensburg dans l'État de Washington. Il obtient son premier rôle à l'écran dans Terminator (1984) de James Cameron, où il interprète aux côtés de Bill Paxton un des punks tué par le Terminator au début du film. Son second rôle est celui du « Night Slasher », le meneur psychopathe d'une secte de tueurs en série dans le film Cobra (1986), partageant l'affiche avec Sylvester Stallone et Brigitte Nielsen.
Par la suite, Thompson se construit un physique imposant par le biais de la musculation, ce qui lui permet de jouer dans de nombreuses séries B pour le cinéma (Full Contact, Mortal Kombat : Destruction finale, The Order, etc.) ou la vidéo et la télévision (Jason et les argonautes).
Parmi ses rôles récurrents, on peut citer celui d'un Klingon dans la série  Star Trek : La Nouvelle Génération (1989) (aux côtés de Jonathan Frakes) et celui du chasseur de primes extraterrestre dans la série X-Files, rôle qu'il tient régulièrement de 1994 à 2002.

## Filmographie

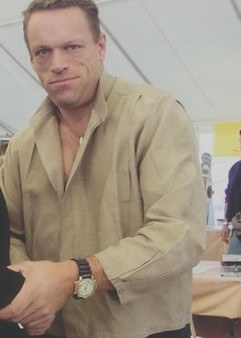
Brian Thompson en 2008.

### Cinéma

#### Courts métrages
- 2010 : Dawn of Darkness (voix)
- 2010 : Whatdogsee : le petit ami
- 2012 : Spirit of a Denture : Jasper Crow

#### Longs métrages
- 1984 : Terminator de James Cameron : un punk
- 1986 : Cobra de George Cosmatos : le tueur
- 1986 : Trois Amigos ! de John Landis : un des deux amis de l'Allemand
- 1987 : You Talkin' to Me? (en) de Charles Winkler : James
- 1987 : Commando Squad de Fred Olen Ray : Clint Jensen
- 1987 : Catch the Heat de Joel Silberg : Danny Boy
- 1987 : Pass the Ammo de David Beaird : Kenny Hamilton
- 1988 : Vampire, vous avez dit vampire ? 2 de Tommy Lee Wallace : Bozworth
- 1988 : Futur immédiat, Los Angeles 1991 de Charles Graham Baker : Trent Porter
- 1988 : Appel d'urgence de Steve De Jarnatt : le pilote d'hélicoptère
- 1989 : Les Trois Fugitifs de Francis Veber : un voyou
- 1990 : Full Contact de Sheldon Lettich : Russell
- 1990 : Nightwish de Bruce R. Cook : Dean
- 1990 : Moon 44 de Roland Emmerich : Jake O'Neal
- 1991 : In the Cold of the Night de Nico Mastorakis : Phil
- 1991 : Ted and Venus de Bud Cort : Herb
- 1991 : Chienne de vie de Mel Brooks : Victor
- 1992 : Doctor Mordrid de Charles Band et Albert Band : le sorcier Kabal
- 1992 : Hired to Kill de Nico Mastorakis et Peter Rader : Frank Ryan
- 1992 : Rage and Honor de Terence H. Winkless : Conrad Drago
- 1992 : The Naked Truth de Nico Mastorakis : Bruno
- 1994 : Star Trek : Générations de David Carson : le timonier klingon
- 1996 : Cœur de dragon de Rob Cohen : Brok
- 1997 : Mortal Kombat : Destruction finale de John R. Leonetti : Shao Kahn, l'empereur d'Outremonde
- 1997 : Perfect Target de Sheldon Lettich : le major Oxnard
- 2000 : If Tomorrow Comes de Gerrit Steenhagen : Sergio
- 2001 : Joe La Crasse de Dennie Gordon : Buffalo Bob
- 2001 : The Order de Sheldon Lettich : le disciple Cyrus Jacob
- 2006 : The Tilamook Treasure de Jane Beaumont Hall : Jimmy Kimbell
- 2007 : El Ultimo Justo de Manuel Carballo (réalisateur) : Shein
- 2007 : Manhattan Samouraï de Wayne A. Kennedy : Max
- 2007 : Plane of the Dead de Scott Thomas : Kevin
- 2009 : Dragonquest de Mark Atkins : Kirill
- 2011 : The Arcadian de Dekker Dreyer : Agmundr
- 2011 : Dark Games  de Charles Hage : l'inspecteur Joe Grimes
- 2014 : The Extendables (en) de lui-même : Vardell « VD » Duseldorfer
- 2017 : Trafficked de Will Wallace : Max
- 2021 : Macbeth de Joel Coen : le jeune meurtrier

### Télévision

#### Téléfilms
- 1984 : Fatal Vision : le lieutenant Harrison
- 1990 : After the Shock : Tom
- 1991 : The Owl : Barkeeper
- 1997 : The Guardian : Chester Calvado
- 1997 : Bouncers : Victor
- 2000 : Jason et les Argonautes : Hercule
- 2001 : Alien Evolution : le capitaine Tower
- 2003 : Alien Evolution 2 : Tower
- 2011 : Noël au Far West : Cass

#### Séries télévisées
- 1984 : Le Juge et le Pilote, épisode On ne choisit pas son père (2.2) : un policier
- 1985 : George Burns Comedy Week (en), épisodes The Assignment et The Smiths
- 1985 : K 2000, épisode Le Grand Sommeil (4.4) : Kurt
- 1985 : Our Family Honor, épisode pilote
- 1985 : Clair de lune, épisode pilote : un homme de Simon
- 1985 : Otherworld, épisode The Zone Troopers Build Men (1.2) : l'inspecteur no 2
- 1985 : Tonnerre mécanique, épisode La Naissance du faucon (1.1) : le punk no 1
- 1987 : Falcon Crest, épisodes Manhunt, Sweet Revenge, New Faces, Dead End et The Big Bang : Hopkins
- 1987-1988 : La Malédiction du loup-garou : Nicholas Remy (6 épisodes)
- 1988 : Reach : le fabricant de cercueil no 2 (non crédité)
- 1988 : Favorite Son (en) : Peterson
- 1988 : Le Monstre évadé de l'espace, épisode Le Gladiateur (1.1) : Eddie Ringeman
- 1989 : Star Trek : La Nouvelle Génération, épisode Question d'honneur (2.8) : le second officier Klag
- 1990 : Alien Nation, épisode Rebirth (1.19) : Peter Rabbit
- 1991 : Superboy, épisode The Golem (3.14) : le golem
- 1992 : Le Rebelle, épisode Le Jugement dernier (1.3) : Otto déguisé en Reno (non crédité)
- 1993 : Walker, Texas Ranger, épisode L'Intouchable (2.6) : Leo Cale
- 1993 : Key West : le shérif Cody Jeremiah Johnson (13 épisodes)
- 1993 - 1996 : Star Trek: Deep Space Nine
  - épisode Les Devises de l'acquisition (2.7) : Inglatu
  - épisode Combat pour la mort (4.23) : Toman'torax
- 1995 - 2000 : X-Files : Aux frontières du réel  : l'extra-terrestre polymorphe chasseur de primes (9 épisodes)
  - épisode double La Colonie, 1re et 2e parties (2.16-17)
  - épisode Anagramme (3.24)
  - épisode Tout ne doit pas mourir (4.1)
  - épisode Patient X, 1re et 2e parties (5.13-14)
  - épisode Le Grand Jour (6.19)
  - épisode Requiem (7.22)
  - épisode Chasse à l'homme, 2e partie (8.2)
- 1995 : Hercule, épisode Le Siège de Naxos (2.4) : Goth le barbare
- 1996 : Code Lisa, épisode Catch partie (4.2) : Blitzkriegar
- 1996 : Kindred : Le Clan des maudits : Eddie Fiori (6 épisodes)
- 1997-1998 : Buffy contre les vampires :
  - épisode double Bienvenue à Sunnydale, 1re et 2e parties (1.1-2) : Luke
  - épisode double Innocence, 1re et 2e parties (2.13-14) : le juge
- 1998 : Sept jours pour agir, épisode double Face cachée (1.6-7) : le capitaine Curry
- 1998 : New York Police Blues, épisode Le Videur (6.7) : Todd
- 1998 : Spécial OPS Force, épisode Une vieille connaissance (2.16) : Keene
- 1999 : Alerte à Malibu, épisode Requins en danger (10.9) : Porter
- 1999 : 2267, ultime croisade, épisode Les Méandres de l'âme (1.5) : Robert Black
- 2000 - 2003 : Charmed :
  - épisode Les Cavaliers de l'apocalypse (2.21) : Guerre, un des Cavaliers de l'apocalypse
  - épisode double Le Choc des titans, 1re et 2e parties (5.22-23) : Cronos
- 2000 : V.I.P., épisode Un train d'enfer (3.5) : Thomas Binford Shaklee
- 2002 : Les Anges de la nuit, épisode Psychose (1.7) : The Crawler
- 2003 : NCIS : Enquêtes spéciales, épisode Zones d’ombre (1.17) : le maître principal Vince Nutter
- 2003 : Karen Sisco, épisode Retrouvailles (1.5) : le codétenu de McLeod
- 2005 : Star Trek: Enterprise : l'amiral Valdore
  - épisode Rumeurs de guerre (4.12)
  - épisode Pacte fragile (4.13)
  - épisode Les Pacifistes (4.14)
- 2009 : Emissary
- 2009 : Chuck (saison 2, épisode 13, « Chuck Versus the Suburbs ») : Cliff
- 2011 : Two Broke Girls, épisode Et la vente éphémère (1.12) : Body Mod Guy
- 2012 : Californication, épisode Comme au cinéma (5.9) : M. Scary
- 2012 : Fan Wars : un juré (6 épisodes)
- 2013 : Perception, épisode Quelqu'un d'autre (2.1) : Vernon Hill
- 2014 : Hawaii 5-0 épisode Hana Lokomaika'i (4.13) : Nicholas Cruz
- 2017 : The Orville : Drogen (saison 1 épisode 8)
- 2018-2019, 2021 et depuis 2024 : 9-1-1 : le capitaine Vincent Gerrard (invité saison 3 et 4, récurrent depuis la saison 7)

### Jeu vidéo
- 2000 : Soldier of Fortune : Saber (voix)

## Voix françaises
En France
- Jean-Bernard Guillard[1] dans :
  - 9-1-1 (série TV)
  - Macbeth

et aussi
- Marc François  dans Terminator
- Richard Darbois dans Cobra
- Patrick Guillemin  dans Vampire, vous avez dit vampire ? 2
- Gérard Dessalles dans Futur immédiat, Los Angeles 1991
- Christian Pélissier dans Appel d'urgence
- José Luccioni  dans Full Contact
- Daniel Beretta  dans Moon 44
- Patrick Préjean dans Chienne de vie[1]
- Marc Alfos  dans Walker, Texas Ranger (série TV - saison 2, épisode 6)
- Joël Zaffarano dans Cœur de dragon[1]
- Renaud Marx dans Mortal Kombat : Destruction finale
- Michel Vigné dans Buffy contre les vampires (série TV - saison 1, épisode 1)
- Luc Bernard dans The Order
- Joël Martineau dans Joe La Crasse
- Philippe Vincent dans NCIS : Enquêtes spéciales (série TV)